# Maia Sandu
Maia Sandu (ur. 24 maja 1972 w Risipeni) – mołdawska polityk i ekonomistka, minister edukacji w latach 2012–2015, w 2019 premier Mołdawii, od 2020 prezydent Mołdawii.

## Życiorys

### Wykształcenie
Urodziła się we wsi Risipeni w rejonie Fălești w Mołdawskiej SRR. W latach 1989–1994 studiowała zarządzanie na Academia de Studii Economice a Moldovei (ASEM) w Kiszyniowie. W latach 1995–1998 kształciła się w zakresie stosunków międzynarodowych w Academia de Administrare Publică de pe lângă Președintele Republicii Moldova. W 2010 ukończyła John F. Kennedy School of Government na Uniwersytecie Harvarda.

### Kariera zawodowa
W latach 1994–1998 pracowała jako konsultantka i zastępczyni kierownika wydziału w Ministerstwie Gospodarki. Później do 2005 była ekonomistką w biurze Banku Światowego w Kiszyniowie. W latach 2005–2006 pełniła funkcję dyrektora generalnego makroekonomicznych programów polityki i rozwoju w resorcie gospodarki. Od 2007 do 2009 zatrudniona jako konsultantka do spraw reformy centralnej administracji publicznej. W latach 2010–2012 doradzała dyrektorowi zarządzającemu Banku Światowego w Waszyngtonie.

### Działalność polityczna do 2020
24 lipca 2012 objęła stanowisko ministra edukacji w drugim rządzie Vlada Filata, rekomendowana została przez Partię Liberalno-Demokratyczną. Pozostała na stanowisku w rządach, którymi kierowali Iurie Leancă i Chiril Gaburici, a także w czasie pełnienia obowiązków premiera przez Natalię Gherman. 23 lipca 2015 została kandydatką Partii Liberalno-Demokratycznej na premiera. Dzień później oznajmiła, że będzie kandydować, jeżeli ze swych stanowisk odejdą prezes Narodowego Banku Mołdawii Dorin Drăguțanu i prokurator generalny Corneliu Gurin. Ostatecznie prezydent Mołdawii nominował na to stanowisko Valeriu Streleța, a Maia Sandu 30 lipca 2015 znalazła się poza rządem.
W grudniu 2015 utworzyła platformę „În /pas/ cu Maia Sandu”, na bazie której w 2016 powstała Partia Akcji i Solidarności.
W wyborach prezydenckich w 2016 była wspólną kandydatką PAS oraz Partii „Platforma Godność i Prawda”. W pierwszej turze zdobyła 38,7% głosów, co dało jej drugie miejsce i zapewniło udział w drugiej turze wyborów. Uzyskała w niej 47,9% głosów, przegrywając z Igorem Dodonem z Partii Socjalistów Republiki Mołdawii.
W 2019 współtworzyła centroprawicową i proeuropejską koalicję wyborczą ACUM Platforma DA și PAS; uzyskała wówczas mandat posłanki do Parlamentu Republiki Mołdawii. Kilka miesięcy po wyborach w trakcie kryzysu politycznego jej koalicja porozumiała się z Partią Socjalistów Republiki Mołdawii prezydenta Igora Dodona, tworząc sojusz przeciwko Demokratycznej Partii Mołdawii. 8 czerwca 2019 parlament głosami tych ugrupowań powołał Maię Sandu na urząd premiera Mołdawii, a prezydent Igor Dodon dokonał zaprzysiężenia członków jej gabinetu. Tego samego dnia Sąd Konstytucyjny, uchodzący za kontrolowany przez Demokratyczną Partię Mołdawii, uznał utworzenie tego rządu za niekonstytucyjne.
Po kilku miesiącach między koalicjantami doszło do sporu na tle procedury wyłaniania prokuratora generalnego. 8 listopada 2019 socjaliści złożyli wobec jej rządu wniosek o wotum nieufności, który cztery dni później został przegłosowany przy wsparciu Demokratycznej Partii Mołdawii. 14 listopada 2019 nowym premierem został Ion Chicu.

### Działalność polityczna od 2020
W 2020 wystartowała w wyborach prezydenckich, w pierwszej turze zajęła pierwsze miejsce wśród ośmiu kandydatów z wynikiem 36,2% głosów. Przeszła do drugiej tury, w której jej konkurentem ponownie został Igor Dodon. Maia Sandu wygrała drugą turę wyborów z 15 listopada – otrzymała 943 006 głosów (57,7%).
Ustąpiła następnie z funkcji przewodniczącej swojego ugrupowania. Urząd prezydenta Mołdawii objęła oficjalnie 24 grudnia 2020, stając się pierwszą kobietą na tym stanowisku.
W 2024 wzięła udział w kolejnych wyborach prezydenckich. W pierwszej turze otrzymała 42,5% głosów. Znalazła się ponownie w drugiej turze, w której jej przeciwnikiem został wspierany przez socjalistów Alexandr Stoianoglo. W drugiej turze pokonała swojego konkurenta z wynikiem 55,4% głosów, uzyskując tym samym prezydencką reelekcję na kolejną kadencję.

## Życie prywatne
Jest niezamężna. Posiada również obywatelstwo rumuńskie.

## Odznaczenia
- Order Sławy Pracy (2014)[25]
- Order Księcia Jarosława Mądrego I klasy (Ukraina, 2021)[26]
- Krzyż Wielki ze Złotym Łańcuchem Order Witolda Wielkiego (Litwa, 2022)[27]
- Wielki Łańcuch Orderu Infanta Henryka (Portugalia, 2023)[28]
- Krzyż Wielki Legii Honorowej (Francja, 2024)[29]